# Galeopsis lageniporoides
Galeopsis lageniporoides är en mossdjursart som beskrevs av Gordon och Jean-Loup d'Hondt 1997. Galeopsis lageniporoides ingår i släktet Galeopsis och familjen Celleporidae. Inga underarter finns listade i Catalogue of Life.